# シオネ・ラトゥ
シオネ・ラトゥ（Sione Latu、1971年2月23日 - ）は、トンガの元ラグビー選手。

## プロフィール
- トンガ出身[1]。
- 現役時代のポジションはナンバーエイト(No8)。
- トンガ代表に選ばれたことがある[2]。
- 日本代表通算キャップ数は9でラグビーワールドカップ1995の日本代表に選ばれた[3]。

## 略歴
1992年、三洋電機(現・埼玉パナソニックワイルドナイツ)に加入。